# Sericocomopsis meruensis
Sericocomopsis meruensis är en amarantväxtart som beskrevs av Karl Suessenguth. Sericocomopsis meruensis ingår i släktet Sericocomopsis och familjen amarantväxter. Inga underarter finns listade i Catalogue of Life.